# Münstersche Aa

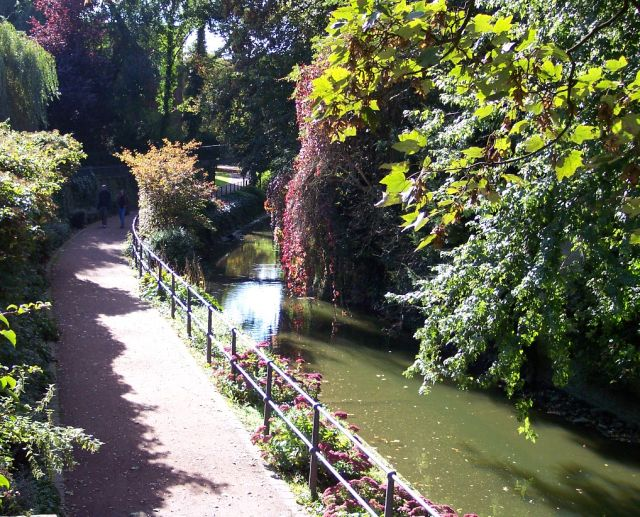
De Münstersche Aa in Münster met links de Aa-oeverweg (2005)

De Münstersche Aa is een 43 kilometer lange rivier in de Duitse deelstaat Noordrijn-Westfalen. Orografisch is deze rivier een linker zijrivier van de Eems. 

## Naam
In Westfalen en het aangrenzende nu in Nederland gelegen Saksische gebied is de naam Aa een gebruikelijke naam voor rivieren en beken. De naam is verwant aan het Oudhoogduitse Ache.

## Verloop
De Münstersche Aa ontspringt in het noordwesten van Westfalen ongeveer 16 kilometer ten westen van Münster. De bron bevindt zich ten westen van de belangrijkste plaats van de gemeente Havixbeck aan de noordoostelijke helling van de Baumberge. De Aa stroomt eerst een paar kilometer naar het zuidoosten en stroomt oostelijk aan Roxel voorbij om daar naar het noorden af te buigen en in Münster de 2,3 kilometer lange Aasee te doorkruisen.
Nadat zij in het bijzonder in haar bovenloop - boven Münster - door vele kleine beken wordt gevoed en de stad Münster heeft doorkruist, mondt de Münstersche Aa een paar kilometer noordelijker bij Greven - zonder deze plaats direct te bereiken - uit in de Eems.